# Байжанов, Сабит Муканович
Сабит Муканович Байжанов (каз. Сәбит Мұқанұлы Байжанов; 2 января 1940, с. Ельтай, Эркеншиликский район, Акмолинская область, Казахская ССР, СССР — 24 мая 2001, Казахстан) — советский и казахстанский государственный и партийный деятель.

## Биография
Происходит из рода канжыгалы племени аргын.

### Образование
Окончил высшую партийную школу в Алма-Ате и Электротехнический институт имени Бонч-Бруевича в Ленинграде.

### Трудовая деятельность
Инженер, начальник смены на Алма-Атинском городском телевидении; начальник телевещания Целиноградской области; в 1971 — 76 г. — заместитель начальника, главный инженер производственно-технического управления связи Целиноградской области.
В 1976 — 78 г. — 2-й секретарь Павлодарского горкома Компартии Казахской ССР.
В 1978 — 81 г. — председатель исполкома города Экибастуз.
В 1981 — 87 г. — министр связи Казахской ССР.
В 1988 — 90 г. — 1-й секретарь Джамбульского областного комитета компартии Казахской ССР.
В 1990 — 91 г. — секретарь ЦК Компартии Казахской ССР.
В 1991 — 94 г. — заместитель министра промышленности РК.
Народный депутат СССР в 1989—92 г. Депутат Верховного Совета Казахской ССР 10-го и 11-го созывов.
Кавалер орденов Ленина, Трудового Красного Знамени, «Знак Почёта», награжден медалями.